# Сан-Мартин-Уамелульпан
Сан-Мартин-Уамелульпан, (исп. San Martín Huamelulpan), чаще известен под кратким названием Уамелульпан — город в мексиканском штате Оахака, рядом с федеральным шоссе 190.

## Общие сведения
Представляет собой небольшую общину, где проживают не более 250 человек, чьё основное занятие состоит в земледелии и выращивании фруктовых садов. Город расположен на высоте 2218 метров над уровнем моря. Климат — умеренно-холодный. Город окружён сосновым лесом. Город продвигает экологический туризм, в особенности альпинизм и верховую езду на лошадях.
Примерно в 0,5 км от города находится археологическое городище — останки города, игравшего важную роль во время доклассического и классического периодов. До настоящего времени сохранились террасные поля, площади, поля для игры в мяч, гробницы и жилые кварталы.